# Kromosom 22
Kromosom 22 är ett av de tjugotre kromosomparen hos människan. Människor har normalt två kopior av detta kromosom. Kromosom 22 sträcker sig över cirka 51 miljoner baspar (byggmaterialet för DNA), och representerar mellan 1,5-2 procent av det totala DNA:t i cellerna. Kromosom 22 har 505 proteinkodande gener.

## Sjukdomar och tillstånd som är associerade med förändringar i kromosom 22:[1]
22q11.2 deletionssyndrom:
   - Beskrivning: En störning som innefattar hjärtfel, gomspalt, karakteristiska ansiktsdrag, låga kalciumnivåer och ökad risk för beteendeproblem och mental sjukdom som schizofreni.
   - Orsak: Deletion av cirka 3 miljoner baspar på en kopia av kromosom 22.
   - Ansvarig gen: TBX1.
22q11.2 duplication:
   - Beskrivning: Orsakas av en extra kopia av genetiskt material på position q11.2 på kromosom 22.
   - Omfattning: En sekvens på cirka 3 miljoner baspar.
   - Pågående forskning: Identifiera gener som kan bidra till utvecklingsförseningar och andra problem.
22q13.3 deletionssyndrom (Phelan-McDermid-syndrom):
   - Beskrivning: Orsakas av en deletion nära slutet av långa armen (q) av kromosom 22.
   - Orsak: Förlust av flera gener vid slutet av kromosom 22, inklusive SHANK3.
   - Karakteristiska drag: Utvecklingsförsening, intellektuell funktionsnedsättning och avsaknad eller allvarligt försenat tal.
Kronisk myeloisk leukemi:
   - Beskrivning: En typ av cancer i blodbildande celler orsakad av translokation mellan kromosomerna 9 och 22.
   - Translokation: t(9;22) skapar ett onormalt fusionsgen kallat BCR-ABL1.
   - Effekter: Överproduktion av onormala vita blodkroppar.
Dermatofibrosarcoma protuberans:
   - Beskrivning: En sällsynt hudcancer orsakad av translokation mellan kromosomerna 17 och 22.
   - Translokation: t(17;22) skapar ett fusionerat gen COL1A1-PDGFB.
   - Effekter: Överproduktion av aktiv PDGFB-protein som stimulerar celltillväxt och differentiering.
Emanuel-syndrom:
   - Beskrivning: Orsakas av extra genetiskt material från kromosom 11 och kromosom 22 i varje cell.
   - Genetisk förändring: Balanserad translokation mellan kromosom 11 och 22 hos en förälder.
   - Konsekvenser: Tre kopior av vissa gener, vilket leder till intellektuell funktionsnedsättning och medfödda missbildningar.
Ewing sarkom:
   - Beskrivning: Cancer i ben eller mjuka vävnader, orsakad av translokation t(11;22) och bildandet av EWSR1/FLI1-fusionsgenet.
   - Effekter: Dysreglering av gener som leder till okontrollerad celltillväxt och överlevnad.
Opitz G/BBB-syndrom:
   - Beskrivning: Orsakas av en deletion på kromosom 22 och orsakar abnormiteter längs kroppens mittlinje.
   - Likhet med 22q11.2 deletionssyndrom.
Schizofreni:
   - Beskrivning: En liten andel av individer med schizofreni har en mikrodeletion i kromosomområdet 22q11.
   - Komplex orsak: Många genetiska och miljömässiga faktorer påverkar risken för schizofreni.
Andra kromosomförändringar:
    - Påverkar utveckling, tal, ansiktsdrag och kan inkludera partiell trisomi, partiell monosomi, ringkromosom 22 och andra translokationer.